# Vitstjärtar
Vitstjärtar (Myioborus) är släkte i familjen skogssångare inom ordningen tättingar. Släktet omfattar tolv till 13 arter som förekommer från sydvästra USA till norra Argentina:
- Vitvingad vitstjärt (M. pictus)
- Skiffervitstjärt (M. miniatus)
- Brunkronad vitstjärt (M. brunniceps)
- Gulkronad vitstjärt (M. flavivertex)
- Vitpannad vitstjärt (M. albifrons)
- Gulpannad vitstjärt (M. ornatus)
  - M. [o.] chrysops – urskiljs som egen art av Birdlife International
- Glasögonvitstjärt (M. melanocephalus)
- Halsbandsvitstjärt (M. torquatus)
- Pariavitstjärt (M. pariae)
- Vitmaskad vitstjärt (M. albifacies)
- Guaquinimavitstjärt (M. cardonai)
- Tepuívitstjärt (M. castaneocapilla)